# Цыгвинцева, Лидия Ивановна
Лидия Ивановна Цыгвинцева (16 июля 1927, Сарапул, Уральская область, РСФСР, СССР — 26 марта 1996) — монтажница Сарапульского радиозавода (намотчица катушек), передовик промышленного производства, Герой Социалистического Труда (1966). Почётный гражданин города Сарапула.

## Биография
Лидия Ивановна родилась 16 июля 1927 года в Сарапуле. По окончании начальной школы № 1 города поступила в ремесленное училище № 5. С началом Великой Отечественной войны осенью 1941 года в Сарапул был эвакуирован Государственный союзный ордена Ленина завод № 203 имени Г. К. Орджоникидзе. Изначально на предприятие устроилась мать Лидии Вера Михайловна, а 10 мая 1944 года на завод поступила и освоившая профессию намотчицы Лидия.
За годы труда Лидия Ивановна непрерывно совершенствовала своё мастерство и приобрела в итоге высшую квалификацию. Последовав примеру вышневолоцкой прядильщицы Валентины Гагановой, она взяла шефство над тремя не выполнявшими нормы работницами и добилась их выхода в число передовиков. С 1959 года Лидия Ивановна участвовала в соревновании за звание ударника коммунистического труда, которое было ей присвоено в 1961 году.
Лидия Ивановна проявила себя и как активный рационализатор. Она первой в Советском Союзе освоила новые сложные намоточные полуавтоматы конструкции Сарапульского радиозавода. Свои методы работы она демонстрировала на Всесоюзном совещании по намоточным операциям в 1965 году и уже летом 1966 года Указом Президиума Верховного Совета СССР «за выдающиеся заслуги в выполнении плана 1959—1965 годов и создании новой техники» была представлена к званию Героя Социалистического Труда с вручением ордена Ленина и золотой медали «Серп и Молот». Принимая награды, Лидия Ивановна отметила: «Я бесконечно благодарна партии и правительству за эту высокую награду. Награждение меня считаю награждением всего коллектива завода».
В 2010 году Лидии Ивановне Цыгвинцевой за выдающиеся заслуги перед городом было присвоено звание «Почетный гражданин города Сарапула».